# 1786 Рааге
1786 Рааге (1786 Raahe) — астероїд головного поясу, відкритий 9 жовтня 1948 року.
Тіссеранів параметр щодо Юпітера — 3,212.
Названо на честь міста у Фінляндії Рааге